# Årstein
Årstein es el centro administrativo del municipio de Gratangen en la provincia de Troms, Noruega. La localidad se encuentra en el lado norte del Gratangsfjorden, en la zona más estrecha del fiordo. El puente de Årstein cruza el fiordo en las cercanías del pueblo. Årstein está a 6 km al noroeste de Fjordbotn y a 15 km de Hilleshamn (en donde el Gratangsfjorden desemboca en el Astafjorden).
El área urbana de Årstein tiene 211 habitantes, siendo la más grande del municipio. La iglesia de Gratangen tiene su sede aquí.